# محمودآباد (جعفرآباد)
محمودآباد، روستایی از توابع بخش مرکزی شهرستان جعفرآباد در استان قم ایران است.

## جمعیت
این روستا در دهستان جعفرآباد قرار دارد و براساس سرشماری مرکز آمار ایران در سال ۱۳۸۵، جمعیت آن ۴۴۶ نفر (۱۲۲خانوار) بوده‌است.